# 13605 Nakamuraminoru
13605 Nakamuraminoru eller 1994 RV är en asteroid i huvudbältet som upptäcktes den 1 september 1994 av de båda japanska astronomerna Kazuro Watanabe och Kin Endate vid Kitami-observatoriet. Den är uppkallad efter Minoru Nakamura.
Asteroiden har en diameter på ungefär 4 kilometer.